# Шпак, Григорий Иванович
Григорий Иванович Шпак (18 апреля 1915 года, с. Заставцы, Хмельницкая область, Украины — 12 апреля 1995 года, там же) — командир пулемётного отделения 2-й пулемётной роты 571-го стрелкового полка (317-я Будапештская Краснознамённая стрелковая дивизия, 18-й гвардейский Станиславский стрелковый корпус 18-я армия, Украинский фронт), младший сержант. Полный кавалер Ордена Славы.
С 1937 по 1940 проходил действительную срочную службу в Красной Армии, тогда участвовал в походе Польском походе советских войск на территорию современной Западную Украину в 1939 году, советско-финляндской войны 1939—1940 годов.
Во время Великой Отечественной войны повторно призван 19 марта 1944 года, в действующей армии служил с апреля 1944 года. Воевал на 1-м, 4-м и 2-м Украинских фронтах и принял участие в Проскуровско-Черновицкой, Львовско-Сандомирской, Восточно-Карпатской, Будапештской, Венской, Братиславско-Брновской и Пражской наступательных операциях. Демобилизован в декабре 1945 года.